# جيف وليامز (رسام)
جيف وليامز (بالإنجليزية: Geoff Williams)‏ هو رسام نيوزيلندي، ولد في 1957.